# Cour suprême d'Irlande
Pour les articles homonymes, voir Cour suprême.
La Cour suprême d'Irlande (en irlandais : Cúirt Uachtarach na hÉireann ; en anglais : Supreme Court of Ireland) est la juridiction la plus élevée et la dernière instance en Irlande. Elle assure le contrôle juridictionnel du droit irlandais en conjonction avec la Haute Cour de justice (High Court) et la cour d'appel (Court of Appeal) ainsi que le contrôle de constitutionnalité des lois. Elle siège aux Four Courts à Dublin.

## Composition
La Cour suprême de l'Irlande est constituée d'un président (appelé Chief Justice) le président de la Haute Cour de justice, membre ex officio de la cour, et au moins sept membres ordinaires. Elle siège en formation collégiale de trois, cinq ou sept juges. Deux ou plusieurs formations peuvent siéger en même temps. Quand il convient de déterminer si le président est frappé d'une incapacité permanente (Article 12 de la Constitution), de se prononcer sur la constitutionnalité d'un projet de loi (bill) déféré par le président (article 26 de la Constitution) ou d'une loi, la cour doit être formée d'au moins cinq membres.
Les juges de la Cour suprême sont nommés par le président de la République, sur proposition du gouvernement qui lui-même tend à suivre la recommandation d'un Conseil judiciaire.

## Membres actuels
- Le Chief Justice The Hon. Mr Justice Frank Clarke
- The Hon. Mr. Justice Donal O'Donnell
- The Hon. Mr. Justice Liam McKechnie
- The Hon. Mr. Justice John MacMenamin
- The Hon. Ms. Justice Elizabeth Dunne
- The Hon. Mr. Justice Peter Charleton
- The Hon. Ms. Justice Iseult O'Malley
- The Hon. Ms. Justice Mary Finlay Geoghegan
- The Hon. Ms. Justice Mary Irvine
- The Hon. Mr. Justice Peter Kelly (président de la Haute Cour de Justice, membre ex-officio)
- The Hon. Mr. Justice George Birmingham (président de la Cour d'appel, membre ex-officio)

## Juridiction

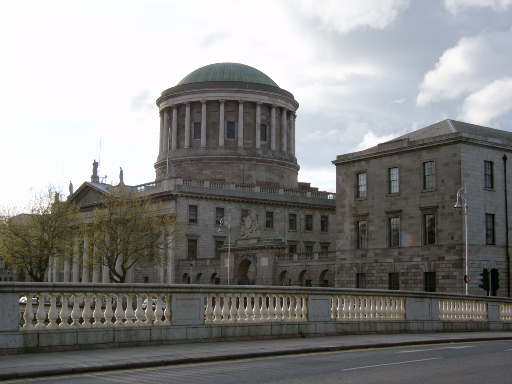
The Four Courts in Dublin.

La Cour suprême connaît des appels des décisions de la Haute Cour de justice (High Court), de la Cour d'appel (Court of Appeal) et de la Cour militaire d'appel (Courts-Martial Appeal Court). Ce pouvoir peut être sévèrement réduit (comme c'est le cas pour les appels des décisions de la Cour d'appel ou de la Cour militaire d'appel) ou même simplement exclu, exception faite des appels portant sur la constitutionnalité d'une loi. La Cour Suprême connaît aussi des questions préjudicielles référées par la Circuit court (cour de première instance). De façon générale, la Cour suprême juge essentiellement en droit, et non en fait.
La Cour suprême n'est un premier degré de juridiction que lorsqu'un projet de loi lui est soumis avant promulgation par le président de la République pour un contrôle de constitutionnalité, au terme de l'article 2 de la constitution.

## Contrôle juridictionnel et contrôle de constitutionnalité
La Cour suprême exerce, de façon conjointe avec la Haute Cour de justice, le pouvoir d'écarter les lois contraires à la constitution. Elle délivre aussi des injonctions à l'encontre d'autorités administratives, de personnes morales de droit privé et de citoyens pour assurer le respect de la Constitution. La Constitution Irlandaise prévoit le contrôle juridictionnel des lois de façon explicite. Les lois promulguées après l'entrée en vigueur de la constitution sont invalides si jugées "répugnantes", c'est-à-dire contraire à la Constitution (Article. 15.4.2°). Les lois promulguées avant l'entrée en vigueur de la Constitution sont jugées invalides si elles sont "inconsistantes", c'est-à-dire incompatibles avec la Constitution. La Constitution prévoit aussi le contrôle juridictionnel des projets de lois avant leur promulgation. Le pouvoir de soumettre un projet de loi à la Cour suprême est exercé par le président, après consultation du Conseil d'État. Quand la Cour suprême déclare qu'une loi est conforme à la constitution, cette conformité ne peut jamais être remise en question par quelque cour que ce soit (Article 34.3.3°).
Les juges de la Cour suprême sont normalement libres de rendre leurs propres jugements, qu'ils soient ou non en accord avec ceux des autres membres. Cependant, dans le cadre du contrôle de constitutionnalité des lois promulguées après l'entrée en vigueur de la constitution, un seul jugement peut être rendu par la cour (articles 34.4.5° et 26.2.2°). Des divergences de jugements ne sont possibles que dans le cadre du contrôle de constitutionnalité des lois promulguées avant l'entrée en vigueur de la constitution (article 50). À titre d'exemple, des opinions divergentes sont ainsi apparues dans l'arrêt Norris v. The Attorney General, concernant la constitutionnalité des sections 61 et 62 de la loi sur les délits commis contre les personnes (Offences Against the Person Act, 1861). A contrario, un seul jugement fut rendu dans Buckley v. The Attorney General, concernant la constitutionnalité de la loi sur les fonds du parti Sinn Féin (Sinn Féin Funds Act, 1947).

## Jurisprudence
Après un début de carrière silencieux, la Cour suprême a développé une jurisprudence constitutionnelle conséquente. Ces débuts difficiles s'expliquent par le fait qu'avant 1922, l'Irlande appartenait entièrement au Royaume-Uni. Les juges de la Cour suprême étaient habitués à la jurisprudence britannique, attachés à la souveraineté parlementaire et très respectueuse du Pouvoir législatif. Néanmoins, des années 1960 jusqu'à ce jour, la cour a rendu un certain nombre de décisions importantes. Ainsi, elle a :
- Développé une doctrine sur les droits fondamentaux énumérés dans la constitution ("enumerated rights"), fondée sur une lecture large de l'article 40.3.1° de la constitution, comprenant des éléments de droit naturel et de théories libérales
- Développé et défendu la séparation des pouvoirs
- Déclaré que les changements majeurs aux traités établissant l'Union européenne ne pouvaient être ratifiés par l'État sans avoir été autorisés au préalable par un amendement à la constitution (requérant nécessairement, en Irlande, un référendum populaire)
- Découvert un droit à la vie privée dans le mariage, exprimé tacitement dans l'article 41 de la Constitution
- Découvert un droit à l'avortement quand il existe un risque que la mère se suicide (Article 40.3.3°)
- Importé en droit irlandais la Doctrine de proportionnalité[6] (en droit pénal, par exemple, la proportionnalité entre délits et peines).

## Grands arrêts
- 1950 - Buckley v. The Attorney General - Droit de propriété
- 1965 - Ryan v. The Attorney General - Doctrine des droits fondamentaux garantis par la constitution  ("Enumerated rights")
- 1966 - The State (Nicolaou) v. An Bord Uchtála - La notion de la famille au sens de la constitution doit être fondée sur le mariage
- 1971 - Byrne v. Ireland - L'absence de responsabilité civile de l'État est contraire à la constitution
- 1974 - McGee v. The Attorney General - sur le droit à l'intimité maritale et la contraception
- 1976 - de Búrca v. The Attorney General - sur l'égalité
- 1979 - East Donegal Co-operative v. The Attorney General - sur la Justice naturelle
- 1983 - Norris v. The Attorney General - Maintien de la criminalisation de l'homosexualité
- 1987 - Crotty v. An Taoiseach - ratification des traités de l'Union européenne
- 1988 - Attorney General (Society for the Protection of the Unborn Child) v. Open Door Counseling - information concernant l'avortement
- 1988 - Webb v. Ireland - abandon de la notion de prérogatives de la Couronne
- 1989 - Kennedy v. Ireland - droit à la vie privée
- 1992 - Attorney General v. X, - plus connu sous le nom de "X case", sur l'avortement et le risque de suicide
- 1993 - Attorney General v. Hamilton - sur la séparation des pouvoirs
- 1993 - Meagher v. The Minister for Agriculture - sur la loi sur l'adoption des traités concernant les Communautés européennes
- 1994 - Heaney v. Ireland - doctrine de la "proportionnalité" (dans les droits et devoirs)
- 1995 - Re the Regulation of Information (Services outside the State for Termination of Pregnancies) Bill  - supériorité de la constitution écrite
- 1995 - Re a Ward of court  - sur le droit de mourir
- 1995 - McKenna v. An Taoiseach - sur le financement de la campagne pour le référendum.
- 2001 - Sinnott v. Minister for Education - limites du droit à l'éducation
- 2003 - Lobe and Osayande v. Minister for Justice - déportation des parents de citoyens irlandais
- 2006 - Curtin v. Dáil Éireann  - Sur la destitution des juges
- 2006 - A. v. The Governor of Arbour Hill Prison  l'inconstitutionnalité d'une loi n'invalide pas les actes pris sous son empire de façon rétroactive

## Partage de souveraineté
De nos jours, la Cour suprême partage son autorité avec deux cours supra-nationales: La Cour de justice de l'Union européen (CJUE) et la Cour européenne des droits de l'homme (CEDH). En matière d'interprétation du Droit de l'Union européenne, les décisions de la CJCE sont supérieures à celle de la Cour suprême. Les relations entre les cours irlandaises et la CEDH sont plus compliquées du fait que la Convention européenne des droits de l'homme a un statut infra-constitutionnel en Irlande et peut être interprétée par les juges irlandais. Les actes du Parlement (Acts of the Oireachtas), quand cela est possible, doivent être interprétés à la lumière de la Convention, mais celle-ci doit être ignorée quand l'intention du législateur lui est clairement contraire, ou quand elle s'avère contraire à la constitution.
Il ne peut être fait appel des décisions de la Cour suprême auprès de la CJCE ou de la CEDH. La CJCE connaît des affaires qui lui sont référées par les cours irlandaises par le biais d'une question préjudicielle. Les justiciables qui ont perdu devant la Cour suprême peuvent aller devant la CEDH, mais les décisions de cette dernière n'ont pas pour effet de casser les arrêts de la Cour suprême, et ne peuvent passer outre aux lois irlandaises ; elles devront être implémentées par le biais d'une norme, voire d'un référendum.